# Université d'électro-communication
L'université d'électro-communication (電気通信大学, Denki-Tsūshin Daigaku, couramment abrégée en UEC ou en 電通大) est une université nationale japonaise, située à Chōfu dans la préfecture de Tōkyō.

## Composantes
L'université est structurée en faculté de 1er cycle (学部, gakubu), qui a la charge des étudiants de 1er cycle universitaire, et en facultés de cycles supérieurs (研究科, kenkyūka), qui ont la charge des étudiants de 2e et 3e cycle universitaire.

### Facultés de1ercycle
L'université compte une faculté de 1er cycle (学部, gakubu) :
- faculté d'électro-communication

### Facultés de cycle supérieur
L'université compte deux facultés de cycles supérieurs (研究科, kenkyūka) :
- faculté d'électro-communication ;
- faculté des systèmes d'information.